# Elena Steinemann
Elena Steinemann (* 8. Dezember 1994 in Frauenfeld) ist eine Schweizer Volleyball-Nationalspielerin sowie Beachvolleyballspielerin.

## Karriere
Steinemann zog im Alter von vier Jahren mit ihrer Familie nach Neuseeland. Dort spielte die Tochter eines Volleyballspielers in einer Schulmannschaft Netball. Da es diese hauptsächlich im englischsprachigen Raum verbreitete Sportart in der Schweiz nicht gibt, entschied sich Steinemann nach der Rückkehr in die Heimat für Volleyball. Sie spielte zunächst in ihrer Heimatstadt beim Drittligisten VBC Frauenfeld, bei dem ihr Vater als Nachwuchstrainer arbeitete. 2009 wechselte sie als 14-Jährige zum VC Kanti Schaffhausen und kam in der Nationalliga A zum Einsatz. Parallel dazu absolvierte die Aussenangreiferin drei Jahre lang die Volleyball-Schule in Amriswil. Steinemann spielte ausserdem in der Juniorinnen-Nationalmannschaft. 2011 gab sie ihr Debüt in der A-Nationalmannschaft. 2012 wurde sie als Nachwuchsspielerin des Jahres («Youngster of the Year») ausgezeichnet. Mit den Schweizer Juniorinnen nahm sie an der Nachwuchs-Europameisterschaft in der Türkei teil. 2013 wurde sie zur besten Schweizer Spielerin der Liga («Best Swiss Player») gewählt. Im gleichen Jahr nahm sie mit der Nationalmannschaft an der Europameisterschaft im eigenen Land teil, bei der die Schweiz jedoch kein Spiel gewann und nach der Vorrunde ausschied. 2014 wechselte Steinemann zum deutschen Bundesligisten 1. VC Wiesbaden. In Wiesbaden spielte sie ihre erste Saison als Profi und traf dabei auf den Trainer Andreas Vollmer, der sie damals nach Schaffhausen geholt hatte. 2016 beendete Steinemann ihre Hallenkarriere und spielte anschliessend Beachvolleyball, 2016 und 2017 an der Seite von Laura Caluori sowie 2018 mit Nicole Eiholzer. 2019 wechselte sie wieder zum Hallen-Volleyball und spielte bis 2023 bei TS Volley Düdingen.